# Zwyczajna przysługa
Zwyczajna przysługa (ang. A Simple Favor) – amerykańska komedia kryminalna z 2018 roku w reżyserii Paula Feiga, wyprodukowany przez wytwórnię Lionsgate. Główne role w filmie zagrali Anna Kendrick, Blake Lively i Henry Golding. 
Premiera filmu odbyła się 14 września 2018 w Stanach Zjednoczonych. Miesiąc później, 19 października, obraz trafił do kin na terenie Polski.
Kontynuacją filmu jest Kolejna zwyczajna przysługa z 2025 roku. 

## Fabuła
Akcja filmu rozgrywa się w Nowym Jorku i opowiada historię samotnej młodej mamy Stephanie Smothers (Anna Kendrick), która zawsze przestrzega zasad i ma obsesję na punkcie wolontariatu. Pewnego dnia w szkole swojego synka Milesa poznaje Emily Nelson (Blake Lively), mamę Nicky’ego i zaprzyjaźnia się z nią. Nowa znajoma jest przeciwieństwem Stephanie oraz wyzwoloną, pewną siebie kobietą sukcesu. Smothers zgadza się przyprowadzić ze szkoły Nicky’ego. Jednak Emily nie pojawia się przez kilka dni, aby odebrać dziecko. Stephanie angażuje się więc w jej poszukiwania razem z mężem Emily, Seanem. Szybko okazuje się, że naiwna perfekcyjna pani domu nie wiedziała prawie nic o swojej nowej przyjaciółce.

## Obsada
- Anna Kendrick jako Stephanie Smothers
- Blake Lively jako Emily Nelson
- Henry Golding jako Sean Townsend
- Andrew Rannells jako Darren
- Linda Cardellini jako Diana Hyland
- Rupert Friend jako Dennis Nylon
- Jean Smart jako Margaret McLanden
- Ian Ho jako Nicky Townsend
- Joshua Satine jako Miles Smothers
- Bashir Salahuddin jako detektyw Summervile
- Eric Johnson jako Davis
- Glenda Braganza jako Kerry Glenda
- Kelly McCormack jako Stacy
- Aparna Nancherla jako Sona
- Dustin Milligan jako Chris

## Odbiór

### Zysk
Z dniem 16 października 2018 film Zwyczajna przysługa zarobił 52,3 miliona dolarów w Stanach Zjednoczonych i Kanadzie oraz 31 milionów dolarów w pozostałych państwach; łącznie 83,3 miliona dolarów w stosunku do budżetu produkcyjnego 20 milionów dolarów.

### Krytyka
Film Zwyczajna przysługa spotkał się z pozytywną reakcją krytyków. W serwisie Rotten Tomatoes 85% ze stu osiemdziesięciu pięciu recenzji filmu jest pozytywna (średnia ocen wyniosła 7 na 10). Na portalu Metacritic średnia ocen z 40 recenzji wyniosła 67 punktów na 100.